# Maurice de Vlaminck

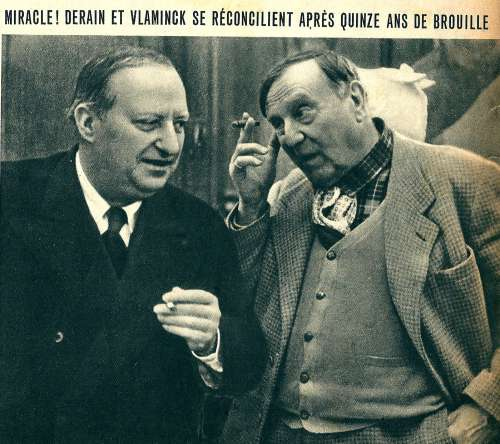
Der Künstler André Derain (links) und de Vlaminck, 1942

Maurice de Vlaminck (* 4. April 1876 in Paris; † 11. Oktober 1958 in Rueil-la-Gadelière, Département Eure-et-Loir) war ein französischer Maler, Grafiker und Autor. Maurice de Vlaminck war einer der Hauptvertreter des Fauvismus.

## Leben
Maurice de Vlaminck war der Sohn eines Musikerehepaares. Der Vater stammte aus Flandern. Maurice wuchs in Le Vésinet bei Paris auf und erhielt 1888 bis 1891 ersten Malunterricht. 1892 übersiedelte er in den von vielen Künstlern aufgesuchten Nachbarort Chatou und wurde berufsmäßiger Radrennfahrer und Mechaniker, musste diese Beschäftigung aber 1896 wegen einer Erkrankung aufgeben und sich als Musiker verdingen.
Im Juli 1900 fand die zufällige, für seinen späteren Werdegang bedeutende Begegnung mit André Derain statt, mit dem ihn fortan eine Freundschaft verband. Beide saßen in einem Zug, der auf der Fahrt von Chatou nach Paris entgleiste.
Auf dem Fußmarsch nach Paris kamen sie ins Gespräch und Derain ermutigte Vlaminck dazu, Maler zu werden.
Bald teilten sie sich ein Atelier in Chatou. In dieser Zeit schrieb de Vlaminck neben seiner Malerei auch für Zeitungen und verfasste Romane, zu denen Derain Illustrationen herstellte. Die Entstehung des Fauvismus wird auf die Arbeit dieser beiden Künstler zurückgeführt.
1901 besuchte er die Van-Gogh-Ausstellung in der Galerie Bernheim. Maurice de Vlaminck war so beeindruckt von dieser Ausstellung, dass er sagte: „Van Gogh bedeutet mir mehr als Vater und Mutter!“ Hier lernte er auch Henri Matisse kennen, auf dessen Vermittlung er sich 1905 dem Fauvismus anschloss. Dynamische Linienführung und das Arbeiten mit starken Farben bestimmten sein Werk. Er wandte sich hauptsächlich der Landschaftsmalerei zu.
Der Kunsthändler Ambroise Vollard richtete 1906 die erste Einzelausstellung de Vlamincks aus und erwarb dessen Gesamtwerk. Nach 1907 beeinflusste ihn das Werk Cézannes immer stärker.
Schon 1908 wendete er sich aber vom Fauvismus ab und dem Impressionismus zu. Ein kurzes Intermezzo mit einigen kubistischen Bildern folgte. Nach einer kriegsbedingten künstlerischen Schaffenspause wurden die expressionistischen Einflüsse 1918 wieder deutlicher. Er reduzierte seine Farben wieder und fand zu einem ganz eigenen Landschaftsstil, der ihn deutlich in den Kreis der Post-Impressionisten stellt.

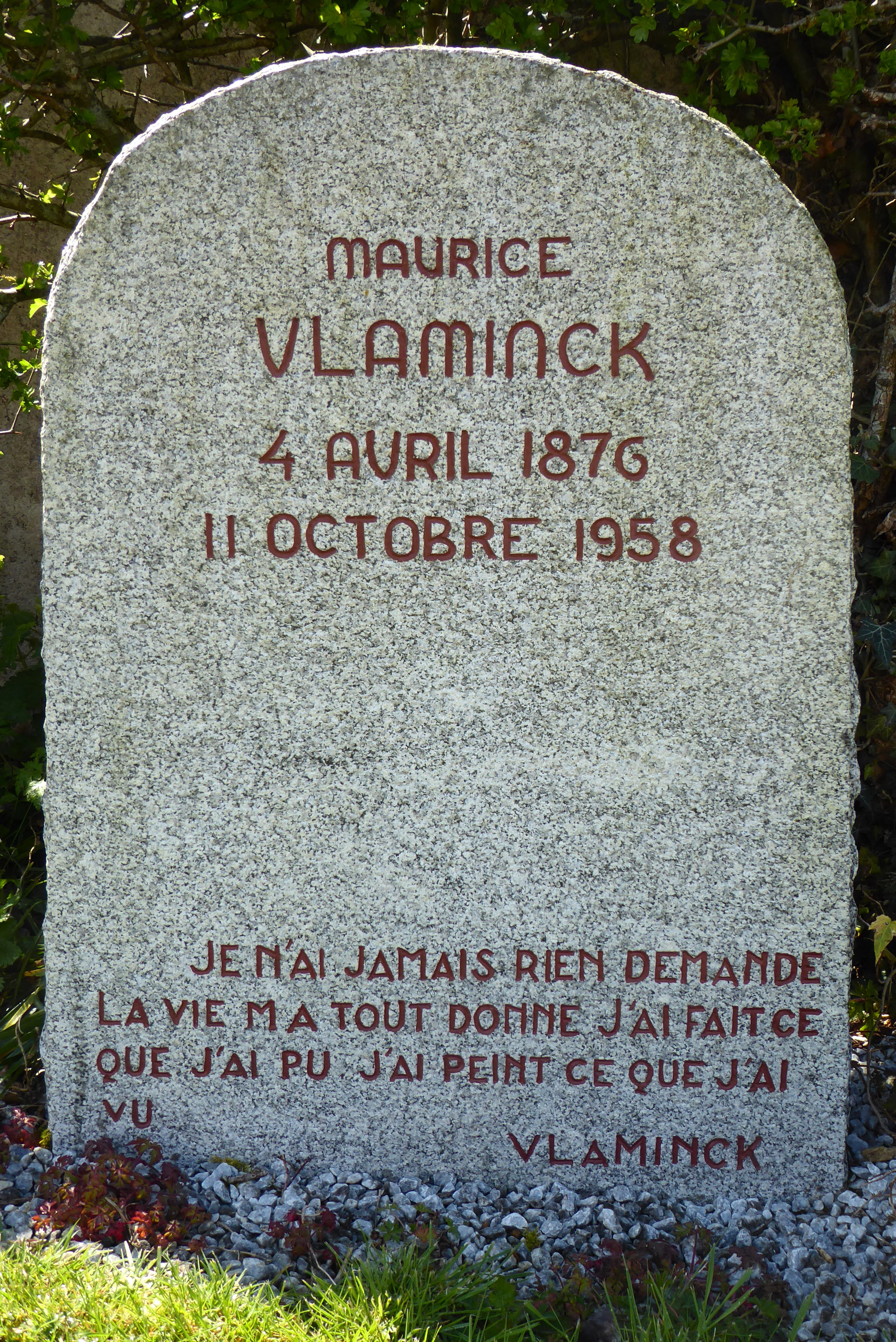
Grabstein von Maurice de Vlaminck auf dem Friedhof von Rueil-la-Gadelière

Eine Ausstellung bei Dreut 1919 brachte ihm Erfolg und die endgültige Anerkennung. In dieser Zeit zog sich de Vlaminck ins ländliche Valmondois, dann nach Rueil-la-Gadelière zurück. Ab diesem Zeitpunkt vertrat er mit seiner Kunst und seinen Büchern einen strikt zivilisationsfeindlichen Standpunkt und thematisierte die Zerstörung der Natur durch den Menschen und die Technik. In seiner Maltechnik spielten ab 1918 Hell-Dunkel-Kontraste eine zunehmend größere Rolle. Eine Zeitlang wurde er von dem Galeristen Daniel-Henry Kahnweiler betreut.
Im NS-Staat wurden seine Arbeiten 1937 als „entartet“ verfemt und Gemälde aus dem Bestand deutscher Museen zwangsbeschlagnahmt. Während einer Deutschlandreise im November 1941 ließ sich Vlaminck gleichwohl von der NS-Propaganda beeinflussen und lobte nach seiner Rückkehr in Pressetexten die Kunst- und Kulturpolitik der Nazis, vor allem die Werke Arno Brekers. In einem weiteren Text polemisierte er gegen die Avantgarde in Frankreich, wie sie sich in der Malerei Picassos manifestierte. Von Breker, Adolf Hitlers erklärtem Lieblingskünstler, ließ sich Vlaminck porträtieren. Sein Name stand auf der am 4. September 1945 von der Résistance-Organisation Front national veröffentlichten Sperrliste mit Kollaborateuren im Kulturbetrieb in den Jahren der deutschen Besatzung Frankreichs.
Im Jahr 1955 war Maurice de Vlaminck Teilnehmer der documenta 1 in Kassel. 2008 war dem Maler eine Ausstellung im Musée du Luxembourg in Paris gewidmet. Ausgestellt waren Werke zwischen den Jahren 1900 und 1915, der ersten Schaffensphase des Künstlers.
Die Académie royale des Sciences, des Lettres et des Beaux-Arts de Belgique nahm ihn 1955 als assoziiertes Mitglied (Élu associé) auf.

## Werke (Auswahl)
- 1906: Landschaft bei Chatou, Öl auf Leinwand, 65,5 × 81 cm, Staatliche Kunsthalle Karlsruhe
- 1906: Landschaft mit roten Bäumen, Öl auf Leinwand 65,5 × 81, Musée National d’Art Moderne, Paris
- etwa 1906: Felder Rueil, Öl auf Leinwand, 55 × 65 cm, Madrid, Museo Thyssen-Bornemisza
- 1907: Die Brücke von Chatou, Öl auf Leinwand, Alte Nationalgalerie Berlin
- 1910: Die Überschwemmung, Originaltitel L'inondation, Öl auf Leinwand, Kunstmuseum Basel
- um 1920: Häuser, Öl auf Leinwand, Wien, Österreichische Galerie Belvedere
- um 1932: Meeresküste, Originaltitel Côte de mer, Öl auf Leinwand, Kunstmuseum Basel
- ????: Straße nach Harin, Öl auf Leinwand, 58,5 × 71,5 cm, Privatbesitz
- ????: Das Restaurant 'La Machine' in Bougival, Öl auf Leinwand, 60 × 81,5 cm, Paris, Musée d’Orsay
- ????: Les Chaumières, Paris, Musée National d’Art Moderne
- ????: Die Strohhütten, Privatbesitz

1997 befanden sich einer Schätzung des Galeristen Frank M. Berndt zufolge bereits nur noch 10 bis 12 Werke von Maurice de Vlaminck in Privatbesitz.

## Schriften
Maurice de Vlaminck verfasste ungefähr 20 Bücher, unter anderen
- Tournant dangereux, souvenirs de ma vie (dt. Gefahr voraus! Aufzeichnungen eines Malers. Deutsche Verlags-Anstalt, Stuttgart 1930)
- Mein Testament. Gespräche und Bekenntnisse. Mit Photos und Dokumenten. Arche, Zürich 1959
- Portraits avant décès (dt. Rückblick in letzter Stunde. Menschen und Zeiten. Erker-Verlag, St. Gallen 1965)